# Richard Kuenzer

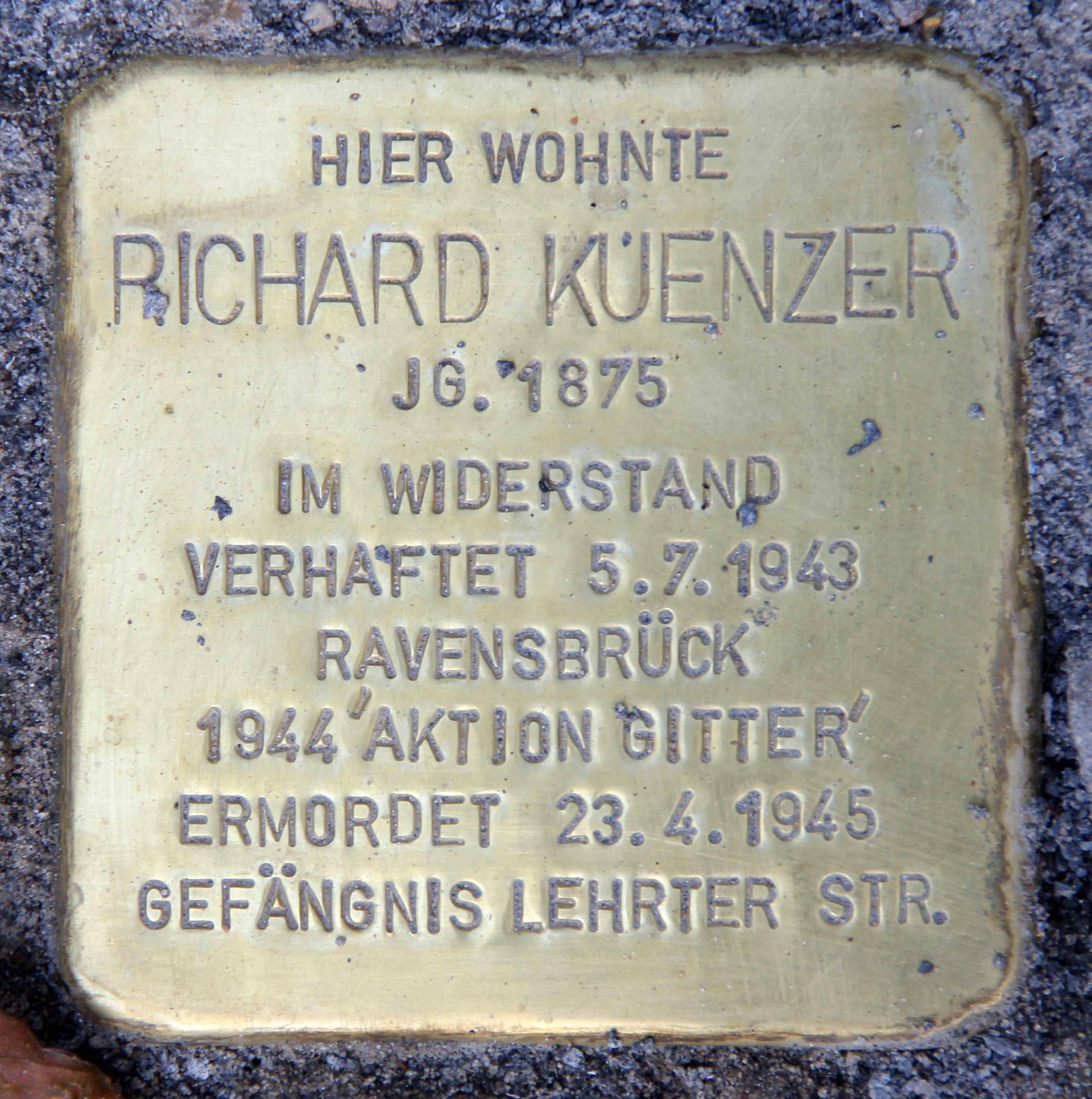
Placa "Stolperstein" (obstáculo), Richard Kuenzer, Ulmenallee 29, Berlín-Westend, Alemania

Richard Kuenzer (Friburgo, 6 de septiembre de 1875 - Berlín, 23 de abril de 1945) fue un jurista y diplomático alemán. Fue un activo miembro de la Resistencia alemana al nazismo y participó en el complot del 20 de julio.

## Trayectoria
Richard Kuenzer era el hijo del industrial Heinrich Kuenzer. Estudió leyes en Baden y diplomacia y trabajó en el consulado alemán entre 1903-1914 de París, Ciudad del Cabo y Zanzíbar. 
Durante la Primera Guerra Mundial estuvo destacado en Lugano y Macedonia, seguido por Innsbruck desde el 9 de septiembre de 1923.
En la década de 1930 durante el nazismo perteneció al Círculo de Solf hasta que éste fue disuelto por la Gestapo y enviado a Ravensbrück.
Formó parte del complot del 20 de julio junto a Klaus Bonhoeffer, Wilhelm zur Nieden y Rüdiger Schleicher. Fue juzgado y ejecutado el 23 de abril de 1945 junto a ellos y el disidente Friedrich Justus Perels, entre otros, dos semanas antes de la liberación de Alemania.